# Tjens Couter
Tjens Couter was een Belgische band die werd opgericht in 1972. De naam is een samentrekking van de namen van oprichters Arno Hintjens en Paul Decoutere (artiestennaam Paul Couter), die eerder samen speelden in de bluesgroep Freckleface, waarmee ze één album opnamen, dat ook Freckleface heette.
In 1975 bracht Tjens Couter de debuutplaat "Who cares" uit, die echter weinig aandacht kreeg. In 1977 kwamen Ferre Baelen en Rudy Cloet bij de band en ging de muziek meer richting harde rock. Een jaar later verscheen het album Plat du jour, met onder meer een cover van Walking the dog van Rufus Thomas, een nummer dat Arno later nogmaals zou coveren met zijn gelegenheidsproject Charles et les Lulus.
Tjens Couter was de eerste Belgische groep die in Avro's Toppop mocht optreden. Ze deden dat met de single Honey Bee.
In 1980 veranderde de groep van naam in T.C. Matic, waarop Paul Couter de band verliet en Jean-Marie Aerts de nieuwe gitarist werd.
In 2015 werd het album Who Cares opnieuw uitgebracht, maar enkel op vinyl.

## Discografie
- Who cares (IBC/EMI - 1975)
- Plat du jour (IBC/EMI - 1978)